# Binde (Arendsee)
Binde ist eine Ortschaft und ein Ortsteil der Stadt Arendsee (Altmark) im Altmarkkreis Salzwedel in Sachsen-Anhalt.

## Geographie

### Lage
Binde, ein gebogenes Straßendorf mit Kirche, liegt rund sieben Kilometer westlich des Arendsees und 17 Kilometer östlich der Kreisstadt Salzwedel an der B 190. Südlich des Dorfes fließt der Flötgraben. Im Nordosten liegt der Röthenberg.

### Ortschaftsgliederung
Zur Ortschaft Binde gehören die Ortsteile Binde und Ritzleben.

## Geschichte

### Mittelalter bis 20. Jahrhundert
Binde wurde 1184 erstmals urkundlich als Binden erwähnt, als Markgraf Otto einige Dörfer dem Nonnenkloster Arendsee überlässt. Im Landbuch der Mark Brandenburg von 1375 wird der Ort als Binde aufgeführt. Im Jahre 1378 wird der Ort als Bynda genannt.
Der Ort gehörte im Mittelalter dem Kloster Arendsee.
Links und rechts des Weges nach Kläden am Fuß des Röthenbergs stand jeweils eine Windmühle. Die Mühlengehöfte sind erhalten.

### Eingemeindungen
Bis 1807 gehörte das Dorf zum Arendseeischen Kreis der Mark Brandenburg in der Altmark. Danach lag es ab 1807 bis 1813 im Kanton Arendsee auf dem Territorium des napoleonischen Königreichs Westphalen. Ab 1816 gehörte die Gemeinde zum Kreis Osterburg, dem späteren Landkreis Osterburg.
Am 15. Juni 1950 wurde die Gemeinde Binde in den Landkreis Salzwedel umgegliedert. Am 25. Juli 1952 ist Binde dem Kreis Salzwedel zugeordnet worden. Am 1. Januar 1974 wurde die Gemeinde Ritzleben in Binde eingemeindet. Am 1. Juli 1994 kam die Gemeinde Binde zum heutigen Altmarkkreis Salzwedel.
Durch einen Gebietsänderungsvertrag beschloss der Gemeinderat der Gemeinde Binde am 24. Juni 2009 die Eingemeindung in die Stadt Arendsee (Altmark). Der Vertrag wurde vom Landkreis als unterer Kommunalaufsichtsbehörde genehmigt und trat am 1. Januar 2010 in Kraft.
Nach Eingemeindung der bisher selbstständigen Gemeinde Binde wurden Binde und Ritzleben Ortsteile der Stadt Arendsee (Altmark). Für Binde wurde die Ortschaftsverfassung nach den §§ 86 ff. Gemeindeordnung Sachsen-Anhalt eingeführt. Die eingemeindete Gemeinde Binde und künftigen Ortsteile Binde und Ritzleben wurden zur Ortschaft der aufnehmenden Stadt Arendsee (Altmark). In der eingemeindeten Ortschaft Binde wurde ein Ortschaftsrat mit fünf Mitgliedern einschließlich eines Ortsbürgermeisters gebildet.

### Einwohnerentwicklung

#### Gemeinde
| Jahr | Einwohner |
| ---- | --------- |
| 1734 | 184       |
| 1774 | 171       |
| 1789 | 193       |
| 1798 | 215       |
| 1801 | 210       |
| 1818 | 170       |
| 1840 | 289       |
| 1864 | 380       |
| 1871 | 361       |
| 1885 | 367       |
| 1892 | [00]370   |

| Jahr | Einwohner |
| ---- | --------- |
| 1895 | 394       |
| 1900 | [00]392   |
| 1905 | 392       |
| 1910 | [00]402   |
| 1925 | 413       |
| 1939 | 368       |
| 1946 | 517       |
| 1964 | 334       |
| 1971 | 336       |
| 1981 | 368       |
| 1985 | [00]375   |

| Jahr | Einwohner |
| ---- | --------- |
| 1990 | [00]326   |
| 1993 | 332       |
| 1995 | [00]365   |
| 1998 | [00]379   |
| 2000 | [00]356   |
| 2002 | [00]346   |
| 2004 | [00]337   |
| 2006 | [00]371   |
| 2007 | [00]369   |
| 2008 | [00]350   |
| 2009 | [00]317   |

Quelle, wenn nicht angegeben, bis 1993

#### Ortsteil
| Jahr | Einwohner |
| ---- | --------- |
| 2011 | 234       |
| 2012 | 239       |
| 2013 | 224       |
| 2014 | 217       |
| 2015 | 217       |
| 2016 | 219       |

| Jahr | Einwohner |
| ---- | --------- |
| 2017 | 208       |
| 2020 | [00]206   |
| 2021 | [00]211   |
| 2022 | [0]218    |
| 2023 | [0]220    |

Quelle, wenn nicht angegeben, 2011–2017

## Religion
Die evangelische Kirchengemeinde Binde, die früher zur Pfarrei Binde gehörte, wird heute betreut vom Pfarrbereich Fleetmark-Jeetze im Kirchenkreis Salzwedel im Bischofssprengel Magdeburg der Evangelischen Kirche in Mitteldeutschland.
Im Jahre 1903 gehörten zur Pfarrei Binde die Kirchengemeinden Binde, Kaulitz und die kombinierte Mutterkirche Schernikau mit der Kirchengemeinde Kassuhn.
Die katholischen Christen gehören zur Pfarrei St. Laurentius in Salzwedel im Dekanat Stendal im Bistum Magdeburg.

## Politik

### Ortsbürgermeisterin
Simone Radtke ist seit Juli 2024 Ortsbürgermeisterin der Ortschaft Binde.
Ihr Vorgänger Kurt Gabriel war von Januar 2010 bis Juni 2024 Ortsbürgermeister und davor Bürgermeister der Gemeinde.

### Ortschaftsrat
Die Ortschaftsratswahl am 9. Juni 2024 ergab die folgende Sitzverteilung:
- 3 Sitze Wählergemeinschaft Ritzleben/Binde
- 2 Sitze ZukunftsGemeinschaft Binde Ritzleben (ZGBR)

Gewählt wurden 2 Frauen und 3 Männer. Die Wahlbeteiligung betrug 69,79 Prozent.

### Wappen
Das Wappen wurde am 6. Oktober 2000 durch das Regierungspräsidium Magdeburg genehmigt.
Blasonierung: „In Grün zwischen zwei aufrechten goldenen Ähren am Halm mit je einem zum Schildrand gekehrten aufrechten Blatt ein aufgeschlagenes goldenes Buch, überhöht von drei aufgerichteten goldenen Kegeln nebeneinander, der mittlere beknauft.“
Die Farben der ehemaligen Gemeinde sind Gold (Gelb) - Grün.

### Flagge
Die Flagge der ehemaligen Gemeinde ist Grün – Gelb – Grün gestreift (1:3:1) und auf dem Mittelstreifen mit dem Gemeindewappen belegt.

## Kultur und Sehenswürdigkeiten
Die evangelische Dorfkirche Binde ist ein flach gedeckter Feldsteinbau vom Ende des 12. Jahrhunderts.

### Sport
Der SV Binde ist mit der Sparte Bohlekegeln im Jahr 2010 in die 2. Bundesliga Süd/Ost aufgestiegen. Am 10. März 2024 erfolgte der Aufstieg in die 1. Bundesliga.

## Wirtschaft und Infrastruktur

### Unternehmen
Bei Binde befindet sich eine große Schweinemastanlage der LFD Holding, die noch einige weitere derartige Anlagen in den neuen Bundesländern betreibt. Die Anlage ist für 30.438 Tiere zugelassen und soll auf 55.770 erweitert werden.

### Verkehr
Binde liegt an der B 190. Der Bahnhof Binde-Kaulitz liegt an der 2004 stillgelegten Bahnstrecke Salzwedel–Geestgottberg.
Es verkehren Linienbusse und Rufbusse der Personenverkehrsgesellschaft Altmarkkreis Salzwedel.